# Ischaemum fluviatile
Ischaemum fluviatile är en gräsart som beskrevs av Henry Nicholas Ridley. Ischaemum fluviatile ingår i släktet Ischaemum och familjen gräs. Inga underarter finns listade i Catalogue of Life.